# تصوير الأوعية الدقيقة
تصوير الأوعية الدقيقة (بالإنجليزية: Microangiography)‏ هو نوع من تصوير الأوعية يتكون من التصوير الشعاعي للأوعية الدقيقة أو الأوعية اللمفاوية للعضو. في حين أن معظم أنواع تصوير الأوعية الأخرى لا يمكنها إنتاج صور لأوعية يقل حجمها عن 200 بقطر ميكرومتر، تصوير الأوعية الدقيقة يفعل ذلك بالضبط. صورة مجهرية هي نتيجة حقن وسيط تباين إما في الدم أو في الجهاز اللمفاوي، ومن ثم تضخم الصورة الشعاعية الناتجة. وبالتالي يتم الحصول على صورة يوجد فيها تباين بين الوعاء والأنسجة المحيطة. غالبًا ما يستخدم للكشف عن آفات الأوعية الدموية الدقيقة في الأعضاء. ولكن تم اقتراح أنه يمكن أيضًا استخدام تصوير الأوعية الدقيقة للكشف عن الأورام من خلال تصور الأوعية الدموية الصغيرة التي يسببها الورم. وذلك لأن نمو الورم يتطلب الأوعية الدموية قبل أن تتطور بسرعة أكبر. بعض الأنواع الشائعة الاستخدام هي الفلورسنت ومطاط السيليكون وتصوير الأوعية الدقيقة بالإشعاع السنكروتروني.

## الأنواع الشائعة

### تصوير الأوعية الدقيقة الفلورية
يُعرف أيضًا باسم FMA، ويستخدم تصوير الأوعية الدقيقة الفلورسنت لتصوير وقياس التغيرات في الأوعية الدموية الدقيقة. وهو يختلف عن الأنواع الأخرى من تصوير الأوعية الدقيقة حيث يتم استخدام علامة الفلورسنت أو وسيط التباين بدلاً من أي شيء آخر. غالبًا ما يتم استخدام الفلوريسين والإندوسيانين الأخضر لهذا الغرض.

### التصوير الهولوغرافي بالليزر دوبلر

يكشف تصوير دوبلر بالليزر بواسطة التصوير المجسم الرقمي عن تدفق الدم في شبكية العين بشكل غير جراحي في قاع العين.

يظهر التصوير الحاسوبي باستخدام الليزر والكاميرات فائقة السرعة وبطاقات الرسومات السلعية وخوارزميات التصفية الإحصائية الحديثة كبديل تنافسي لتصوير الأوعية الصبغية. يمكن تطبيق هذه الفئة من تقنيات تصوير الأوعية الدقيقة غير الغازية بشكل مفيد على قاع العين للكشف عن ملامح تدفق الدم داخل اللمعة في الشبكية والمشيمية. يوفر تصوير دوبلر بالليزر بواسطة التصوير المجسم تصوراً عالي التباين لتدفق الدم المحلي في الأوعية المشيمية في البشر مع دقة مكانية مماثلة لتصوير الأوعية الدموية الخضراء الإندوسيانين الحديث.

### تصوير الأوعية الدقيقة بمطاط السيليكون
ينتج هذا النوع من تصوير الأوعية الدقيقة صورة ثلاثية الأبعاد تصور توزيع الأوعية الدموية في الأنسجة. يستخدم عادة لتحديد التغيرات في الأوعية الدموية الدقيقة.

### تصوير الأوعية الدقيقة بالإشعاع السنكروتروني
يستخدم هذا النوع من تصوير الأوعية الدقيقة إشعاعا سنكروترونيا أحادي اللون ونظام فيديو عالي الدقة لتوفير صورة للشرايين الجانبية الصغيرة التي يقل قطرها عن 100 µ م.